# Gmina Pitomača
Gmina Pitomača (chorw. Općina Pitomača) – gmina w Chorwacji, w żupanii virowiticko-podrawskiej. W 2011 roku liczyła 10059 mieszkańców.

## Miejscowości
Miejscowości wchodzące w skład gminy Pitomača:

- Dinjevac
- Grabrovnica
- Kladare
- Križnica
- Mala Črešnjevica
- Otrovanec
- Pitomača
- Sedlarica
- Stari Gradac
- Starogradački Marof
- Turnašica
- Velika Črešnjevica